# Магнетни лежај
Магнетни лежај је лежај који омогућује вођење покретних машинских елемената, као што су осовине и вратила, коришћењем магнетне левитације. Осовине и вратила током окретања „пливају” без икаквог физичког додира, а трење и трошење делова је изузетно мало. Користи се код електрана, алатних машина, код нафтних бушотина и цевовода природног гаса. Користи се у поступку добивања обогаћеног уранијума. Користи се и код турбомолекуларних пумпи, јер би уљно подмазивање загадило узорак. Магнетни лежај омогућује највеће брзине окретања лежаја, које су остварене у пракси.

## Начин рада
Још 1842. је британски математичар Самјуел Ернсхоу поставио је Ернсхоуову теорему, који вреди за класичну физику, да се помоћу статичких магнетских поља (перманентни магнети) и електричних набоја не може постићи статичко лебдење (магнетска левитација). Срећом, то не значи да није могуће остварити магнетску левитацију за што постоје бројни примери.
Постоје две врсте главних нестабилности које су везане за магнетне лежаје. Прво, привлачна магнетска сила је нестабилна статичка сила која зависи од растојања између покретног делова (ротор) и непокретног дела (статор). Што је тај размак већи, то је сила мања. Друго, магнетизам је конзервативна сила, а то значи да она не омогућује пригушење и зато осцилације у систему ротора и статора може онемогућити успешну носивост.
МАГЛЕВ воз је посебна, модерна врста железничког возила, која лебди над шинама, кад је у покрету, помоћу магнетске силе. Посебност оваквог начина рада је та, што у покрету воз сам не додирује подлогу, него лебди на врло танком размаку од шина помоћу магнетоодбојне силе. То смањује трење и тиме трошкове одржавања возног пута. Погон се врши помоћу принципа линеарног мотора, што се не може искористити за примену на магнетном лежају.

## Врсте магнетних лежаја

### Активни магнетни лежај
Активни магнетни лежај ради на основу електромагнетског вешања и састоји се од склопа електромагнета и низа електронских појачала, који добављају електричну струју електромагнетима. У сиситему ради и контролна јединица, која је повезана с давачем (сензор) размака између ротора и статора, и који даје повратну везу контролној јединици, да би на основу тога могла послати одговарајућу електричну струју. Контролна јединица ради углавном с променом ширине импулса. Контрола затвореног круга с повратном везом се обавља с микропроцесором или процесором дигиталног сигнала (ДСП). Ова технологија се развијала још за време Другог светског рата, али није била успешна због недовољног развоја електронских делова. Тек 1987. се наставило с развојем конструкције активног магнетног лежаја у Аустралији, али се израда није провела због великих трошкова израде. Део те технологије ипак су искористиле јапанске електронске фирме да би постигли велики број окретаја за неке делове. Прва примена активног магнетног лежаја је остварена 1992, на гасномпољу у Алберти (Канада). 1996. Холанђани су на својим нафтним и гасним пољима уградили 20 електромотора с активним магнетним лежајима.

### Електродинамички магнетни лежај
Електродинамички магнетни лежај је врста лежаја која је још у испитивању. За разлику од активног магнетног лежаја, конструкција је једноставнија, без сложених контролних јединица и његових делова. Начин рада се заснива на индукцији вртложних струја на електричном проводнику који се окреће. Када се електрични проводник креће у хомогеном магнетском пољу, онда се у проводнику индукује електрична струја (Лензов закон). Тако добивена електрична струја ће створити магнетно поље, које ће бити супротно магнетском пољу које је индуковало електричну струју у проводнику. Тај се начин рада назива магнетно огледало.

## Примена
Магнетни лежаји су се већ почели примењивати за индустријске машине као што су компресори, турбине, пумпе, мотори и електрични генератори. Уобичајена примена магнетног лежаја је у бројилу електричне енергије. Они се доста користе за прецизне мерне инструменте, који раде у вакууму, јер је подмазивање лежаја у таквим условима врло отежано. Недостатак је висока цена и величина која заузима доста простора. Најновија примена магнетног лежаја је за центрифугалне пумпе код уградње вештачког срца.